# Kirkheaton
Kirkheaton – wieś w Anglii, w hrabstwie ceremonialnym West Yorkshire, w dystrykcie metropolitalnym Kirklees. Leży 20 km na południowy zachód od miasta Leeds i 262 km na północny zachód od Londynu. W 1931 roku civil parish liczyła 2610 mieszkańców.